# 小坑溪 (石門區)
小坑溪，位於台灣北部之縣市管河川，幹流長度8.70公里，流域面積4.40平方公里，分佈在新北市石門區。主流發源於石門區茂林里小坑頭南側山區，向北流經小坑頭、坪林、下角、小坑頭，最終於第二十九號橋附近注入東海。